# Grevskapet Rantzau
Grevskapet Rantzau var ett riksomedelbart grevskap i södra Holstein, nuvarande Nordtyskland, som tillhörde ätten Rantzau. Det bildades år 1650 av amtet Barmstedt, som Kristian Rantzau 1649 köpt av hertig Fredrik III av Holstein-Gottorp och fått privilegierat av den tyske kejsaren. På en ö i Krückau invid staden Barmstedt byggdes slottet Rantzau.
Ett uppror år 1705 bland grevskapets befolkning mot dess hatade innehavare, Kristian Ditlev Rantzau, föranledde regeringen i Gottorp att hålla det besatt 1706–1709. Sedan Kristian Ditlev Rantzau 1721 blivit skjuten på en jakt, enligt uppgift på anstiftan av sin yngre bror Vilhelm Adolf Rantzau, införlivade kung Fredrik IV av Danmark egenmäktigt grevskapet med hertigdömet Holstein. 